# مصطفى الشريف
مصطفى الشريف مفكر جزائري، أستاذ وباحث بجامعة الجزائر، تحدث عن الإسلام مع البابا يوحنا بولس الثاني وبينيدكتوس السادس عشر. يسعى مصطفى الشريف لتقريب وجهات النظر بين الإسلام والمسيحية، لتجاوز لحظة صدام الحضارات، وبناء مجتمع إنساني يقوم على التعايش. وهو مدير ماستر في الحضارة الإسلامية بجامعة كاتالونيا بإسبانيا، وله العديد من المؤلفات تخص الثقافة والتربية والحوار بين الحضارات.

## مسيرته

### لقاء البابا
استمرارا في مشروعه الفكري الذي بدأه في سبعينيات القرن العشرين، حينما شارك في الندوة الدولية الأولى حول الإسلام والمسيحية، والتي جرت فعالياتها في قرطبة بإسبانيا سنة 1975، جرى بينه وبين البابا، بينيدكتوس السادس عشر لقاء يوم 11 نوفمبر 2006 على الساعة العاشرة وخمسين دقيقة في اجتماع ثنائي وبدون حضور ملاحظ عن الإسلام. ومن ما قال له البابا:
في مارس 2013 تسلم جائزة ثقافة السلم واستقبله البابا فرنسيس في الفاتكان في اطار حوار الديانات.

## فكره
يرى مصطفى الشريف أن الثقافة الإسلامية هي الوحيدة التي أنجبت في القرون الماضية حضارة عالمية لأنها جمعت بين القطبين المتقابلين العقل والقلب أو الظاهر والباطن· وقد تجلى الظاهر في التفكير العقلي المبني على المنطق أو العلوم النقلية· أما الباطن فيمثل كل ما له علاقة بالروحانيات والصلة الرابطة بين المخلوق والخالق· واعتبر المحاضر أن ”امتزاج هذين القطبين بالطريقة المنسجمة أعطى العلم النافع”.

## جوائز
- جائزة اليونسكو-الشارقة للثقافة العربية 2012.[5]
- جائزة دوتشي من أجل ثقافة السلم، مؤسسة دوتشي الإيطالية ، 2013.

## مؤلفات
- « Culture et politique au Maghreb », دار Relations, الجزائر, 1989.
- « L’Islam à l’épreuve du temps », دار Publisud, باريس, 1991.
- « Orient-Occident », دار Anep, الجزائر،2004.
- الإسلام والحداثة - هل يكون غدا عالم عربى !؟ ،دار الشروق، القاهرة، 2000.
- « L’Islam, tolérant ou intolérant ?» دار Odile Jacob, باريس، 2006, ترجم للإسبانية, دار Bellaterra.
- « L’Islam et l’Occident », Edit Odile Jacob, Paris, 2006. Traduit en plusieurs langues : anglaise دار The University of Chicago Press ; allemande édit Wilhelm Fink ; japonaise Surugadai Shuppan-Sha ; turque دار Timas Yayinlari ; néerlandaise دار Klement/ Pelckmans ; بالبرتغالية (البرازيل) دار Universitdad Federal de Minas Gerais.
- « Rencontre avec le Pape, l’Islam et le dialogue interreligieux », Edition Barzakh, الجزائر, 2011.
- « Le Prophète et notre temps », دار Anep Alger, 2012, et Albouraq, 2012, باريس.
- « Le Coran et notre temps », دار Anep Alger, 2012, et Albouraq, 2012, باريس.
- A paraître en 2013 « Le dialogue des cultures, enjeux et perspectives ».

## وصلات خارجية
- موقع لمصطفى شريف
- مصطفى شريف، مفكر مختص في حوار الحضارات فرانس 24